# Hamburger Elbbrücken

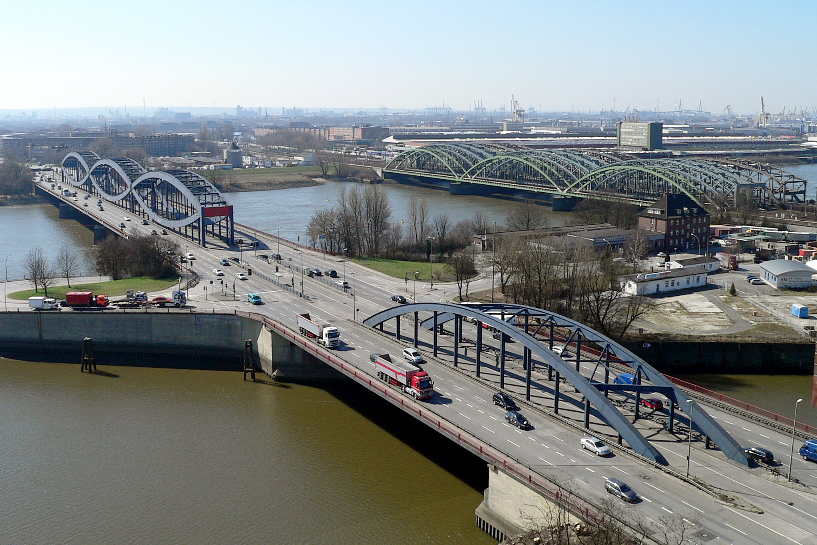
Hamburger Elbbrücken im engeren Sinn: Links Neue Elbbrücke und Billhorner Brücke, hinten die Eisenbahnbrücken und die Freihafenelbbrücke.

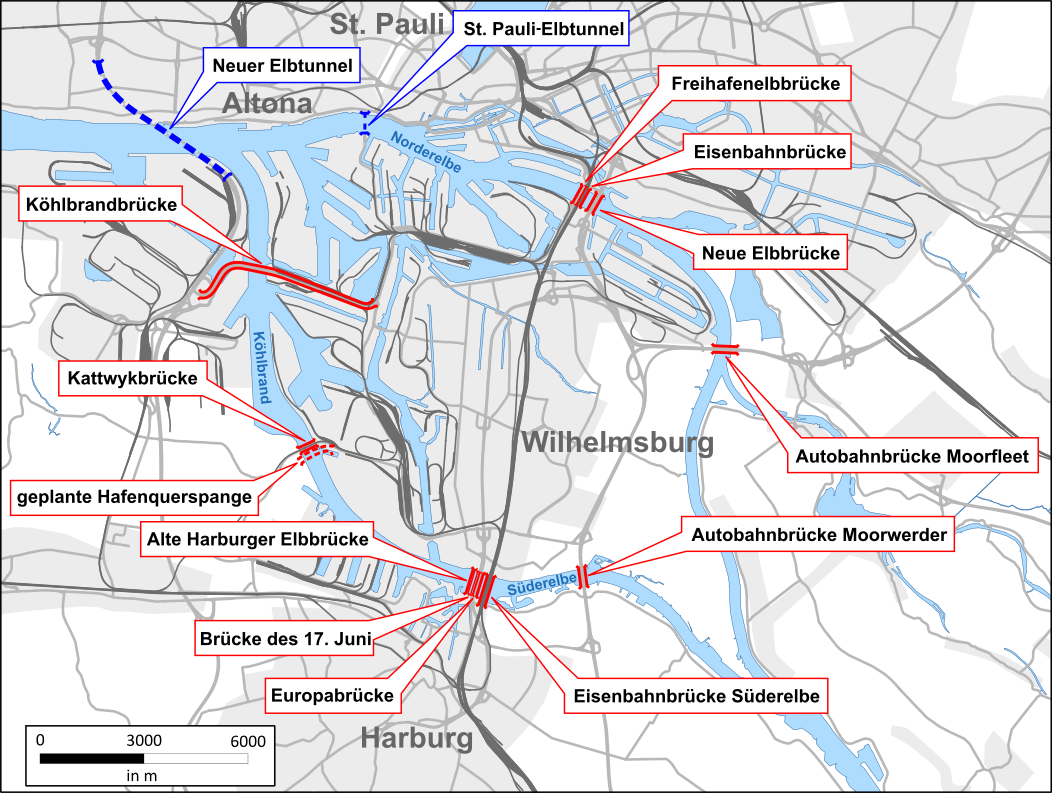
Übersicht der wichtigsten Elbquerungen im Stadtgebiet

Die Hamburger Elbbrücken sind mehrere voneinander unabhängige Brückenbauwerke, die in Hamburg die Elbe überqueren. Sie verbinden die nördlich gelegenen Stadtteile mit den Elbinseln, dem Hafengebiet und dem südlich der Elbe gelegenen Bezirk Harburg. Darüber hinaus haben sie eine bedeutende überregionale Funktion als Nord-Süd-Verbindung im europäischen Straßen- und Eisenbahnverkehr. Zusammen mit dem Alten Elbtunnel (1911) und dem Neuen Elbtunnel (1975) bilden die Elbbrücken die letzten festen Querungen vor der Mündung des Flusses in die Nordsee.
Als Elbbrücken im engeren Sinne werden dabei mehrere parallel verlaufende Eisenbahn- und Straßenbrücken bezeichnet, die die nördlich der Elbe gelegenen Hamburger Stadtteile mit den Elbinseln Veddel und Wilhelmsburg verbinden und die wegen ihrer geringen Durchfahrtshöhe zugleich den östlichen Endpunkt des für Seeschiffe befahrbaren Bereiches der Unterelbe und des Hamburger Hafens bilden. Ihr südliches Gegenstück bilden die Harburger Elbbrücken über die Süderelbe, die auf Straßenwegweisern im Stadtgebiet ebenfalls als Elbbrücken ausgeschildert sind.
Neben diesen Elbbrücken im engeren Sinn gibt es im Stadtgebiet noch weitere Brücken über die Elbe, die hier ein Binnendelta mit mehreren Haupt- und Nebenarmen ausbildet. Diese Brücken werden aber in der Regel nicht als Elbbrücken bezeichnet, sondern nur mit ihren jeweiligen Eigennamen wie z. B. Kattwyk- oder Köhlbrandbrücke.

## Geschichte

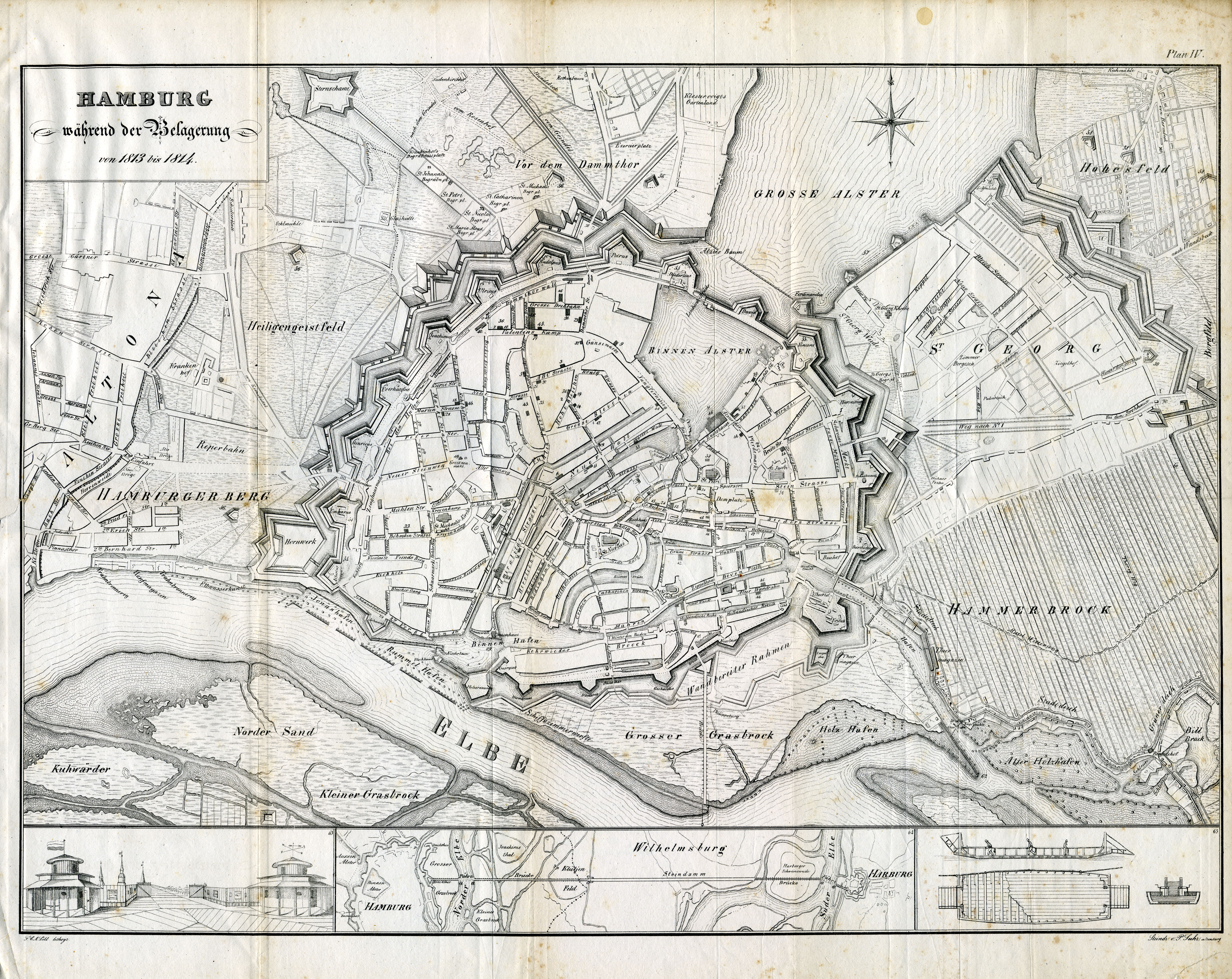
Hamburg zur Franzosenzeit, unten die Verbindung zwischen Hamburg und Harburg über Wilhelmsburg 1813/1814

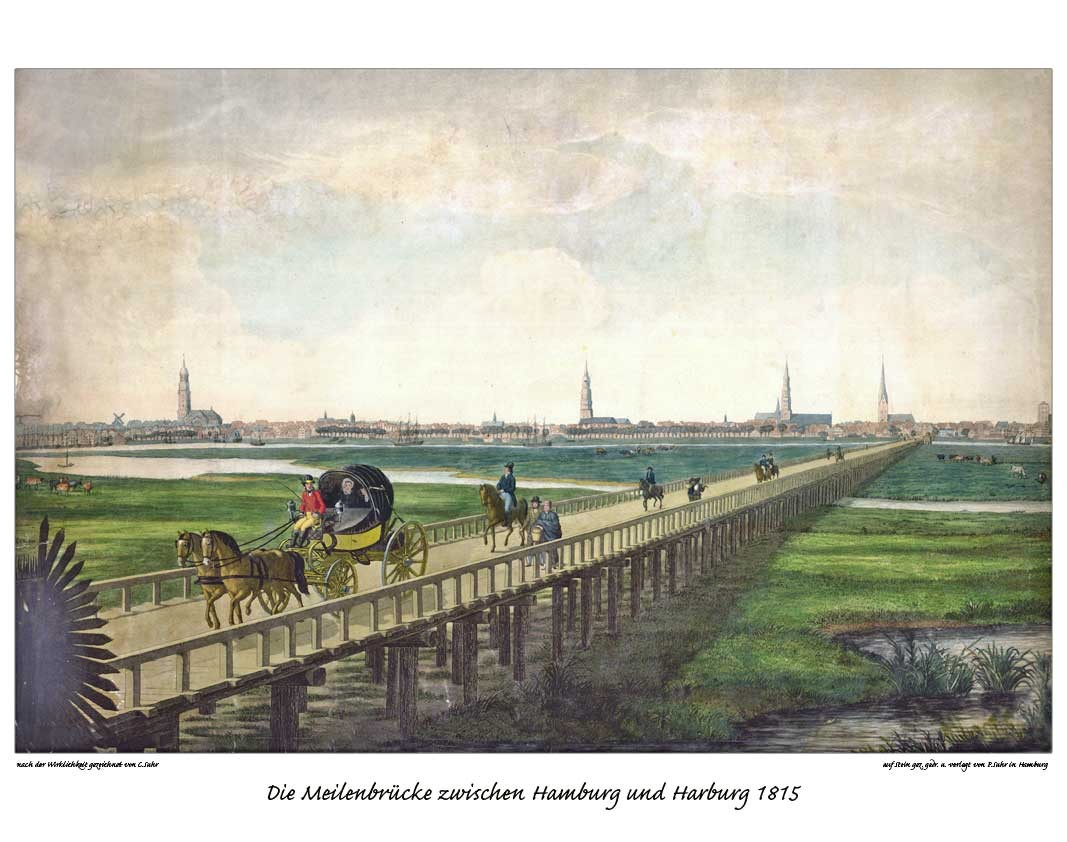
Die während der Franzosenzeit angelegte erste Elbbrücke

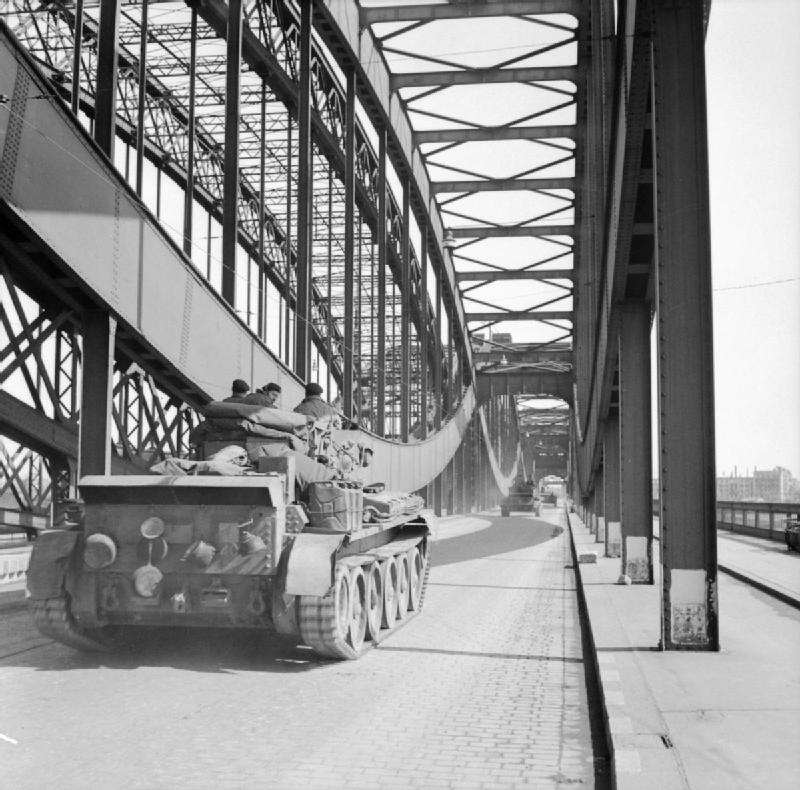
Britische Panzer auf der Neuen Elbbrücke am 4. Mai 1945. Links im Bild die Fachwerkträger von 1887, rechts die bis heute erhaltene vollwandige Erweiterung von 1929.

Bis ins 19. Jahrhundert gab es im Hamburger Raum keinerlei Brücken über die Elbe. Zwischen den rivalisierenden Hafenstädten Hamburg und Harburg gab es lange Zeit keinen Bedarf an einer solchen Verbindung. Traditionelle Nord-Süd-Fernhandelswege wie der Ochsenweg oder die Alte Salzstraße überquerten die Elbe entweder westlich oder östlich von Hamburg. Zudem erschwerte die tiefgelegene und von Gezeiten, Sturmfluten und Hochwassern beeinflusste Marschlandschaft der Elbinseln lange Zeit den Bau von Straßen und Brücken. Der lokale Verkehr zwischen den Elbinseln wurde im Sommer von Fähren und im Winter über die tragfähige Eisdecke der Elbe gewährleistet.
Die erste Verbindung für Straßenfahrzeuge zwischen Hamburg und Harburg entstand während der französischen Besatzung 1813. Damals ließ Marschall Louis-Nicolas Davout auf Anweisung Napoleons Hamburg und Harburg zu Festungen ausbauen. Zur Verbindung der beiden Orte wurden nördlich und südlich eines ebenfalls gebauten Steindamms auf der damals nur teilweise eingedeichten Elbinsel Wilhelmsburg insgesamt vier Kilometer lange Brücken aus Holz über die durch Überschwemmungen gefährdeten Niederungen der Inseln (u. a. Grasbrook) in 83 Tagen errichtet, sodass nur noch die beiden Hauptströme der Norder- und Süderelbe mit Ziehfähren überquert werden mussten. Nach Ende der Franzosenzeit wurden die Bauwerke mangels Bedarf nicht weiter instand gehalten. Die ungenügend geschützten Brücken waren bereits 1817 durch Eisgang völlig zerstört und wurden nicht wieder aufgebaut.
Der Senatssyndicus Karl Sieveking beschrieb 1828 in sehr deutlichen Worten, wie schwierig der Weg von Hamburg nach Harburg war:
„Der gefahrvollste Teil (…) war der Übergang über die Elbe von Harburg nach Hamburg über die Insel Wilhelmsburg, den ich teils zu Schiffe, teils auf einem Bauernwagen über Wilhelmsburg, teils zu Fuße zwischen zwei Schiffen, auf deren lange Stangen ich mich stützen musste, zu bewältigen genötigt war.“
Erst die Industrialisierung, der Ausbau der Eisenbahn in Deutschland und die Reichsgründung 1871 schufen die wirtschaftlichen und politischen Voraussetzungen für den Bau einer festen Elbquerung. Aus Angst um das örtliche Fuhrwesen widersetzte sich anfangs noch das zum Königreich Hannover gehörende Harburg, die 1847 eröffnete Bahnstrecke Lehrte–Harburg über Süder- und Norderelbe hinweg auf Hamburger Gebiet zu führen. Erst mit der Fertigstellung der Hamburg-Venloer Bahn im Jahr 1872 konnten Züge bis zum Venloer Bahnhof auf der Hamburger Insel Grasbrook (heute HafenCity) fahren. Pferdefuhrwerke konnten ab 1887 von der Veddel über die Neue Elbbrücke nach Hamburg fahren. Ab 1899 bestand mit der Erstellung der ersten Brücke über die Süderelbe eine durchgehende Straßenverbindung zwischen Hamburg und Harburg.

## Hamburger (Norder-)Elbbrücken
Zwischen Veddel und Rothenburgsort bzw. Hammerbrook überqueren heute drei unmittelbar nebeneinander liegende Brücken die Norderelbe. Flussabwärts, also westlich davon, ist das Fahrwasser der Norderelbe für Seeschiffe befahrbar.

### Neue Elbbrücke

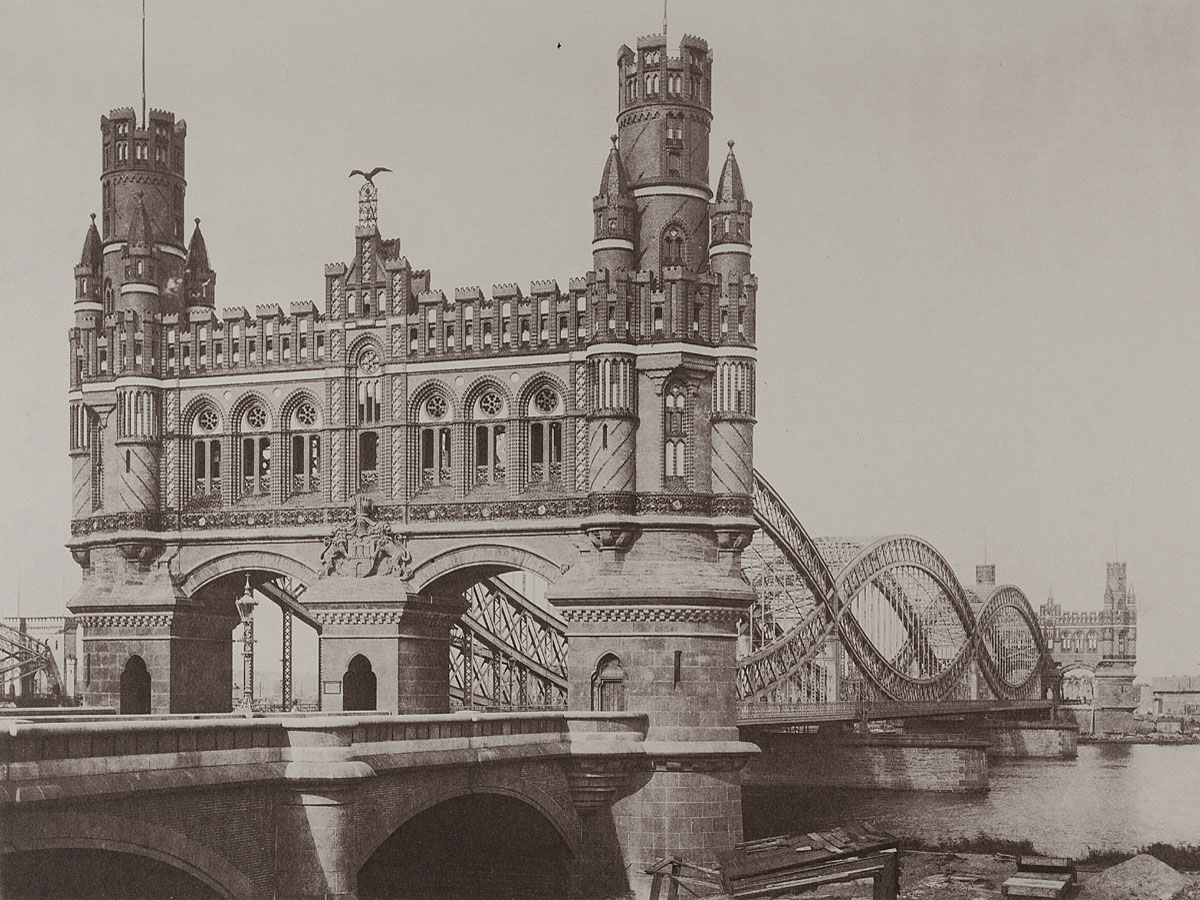
Neue Elbbrücke im Jahr 1894, Foto: Georg Koppmann

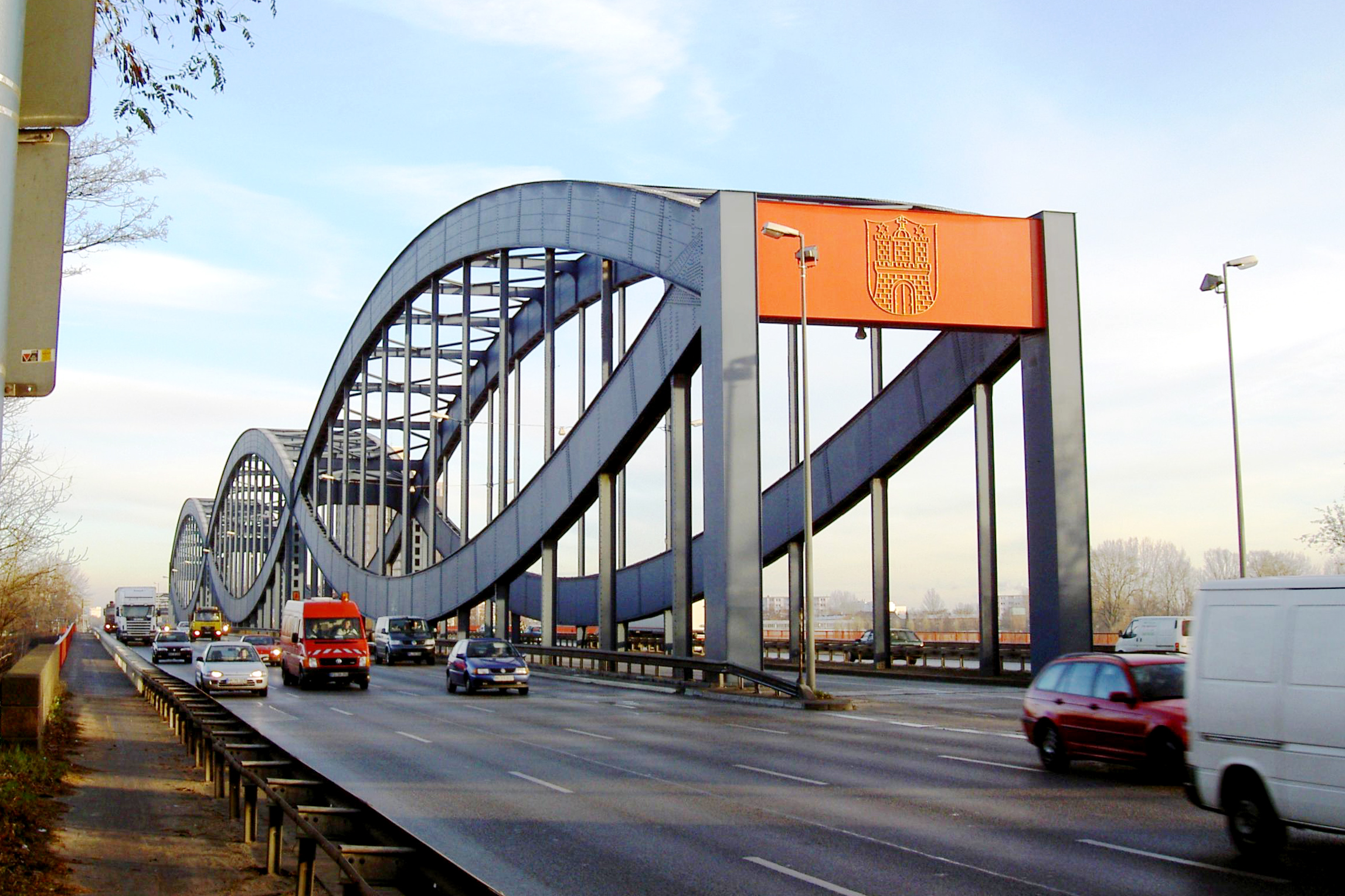
Heutige Neue Elbbrücke von 1929 bzw. 1960

Die erste Straßenbrücke über die Norderelbe wurde zwischen 1884 und 1887 mit charakteristischen Linsenträgern nach dem System Lohse als Neue Elbbrücke gebaut – in Unterscheidung zur etwa 250 Meter weiter westlich gelegenen Eisenbahnbrücke von 1872. Die Brücke erhielt als Kopfbauten zwei neugotische Portale der Architekten Wilhelm Hauers und August Pieper, die 1886–1888 errichtet wurden. Die Portale besaßen jeweils eine zweite Tordurchfahrt für eine zukünftige Erweiterung der Brücke. Zwischen 1928 und 1929 wurde der filigranen ersten Konstruktion eine zweite, vollwandig ausgeführte Brücke hinzugefügt.
Von 1957 bis 1960 erfolgte eine umfassende Verbreiterung, wobei die westliche Originalbrücke von 1887 sowie die neugotischen Portale aus Back- und Sandstein abgerissen wurden. Die ursprünglich östlich errichtete Brücke von 1929 wurde um je eine Deckbrücke pro Fahrtrichtung erweitert und befindet sich nun in der Mitte. Zur Schaffung einer ausreichenden Durchfahrtshöhe für die Schifffahrt wurden die Vollwandträger aus dem Jahr 1929 um 2½ m angehoben. Die beiden Deckbrücken dienen dem Individualverkehr und das zwischen ihnen befindliche Brückenbauwerk von 1929 ist dem ÖPNV vorbehalten – bis Mitte der 1970er Jahre der Straßenbahn und seit deren Einstellung 1976 den Stadtbussen der HHA. 1961 erhielt die Brücke als Ersatz für die Portale jeweils ein Hamburger Stadtwappen auf den Stirnseiten. Für die Gestaltung der schmiedeeisernen und blattvergoldeten Wappen auf rotem Grund zeichnet der Grafiker und Maler Alfred Mahlau verantwortlich.

### Eisenbahnbrücken

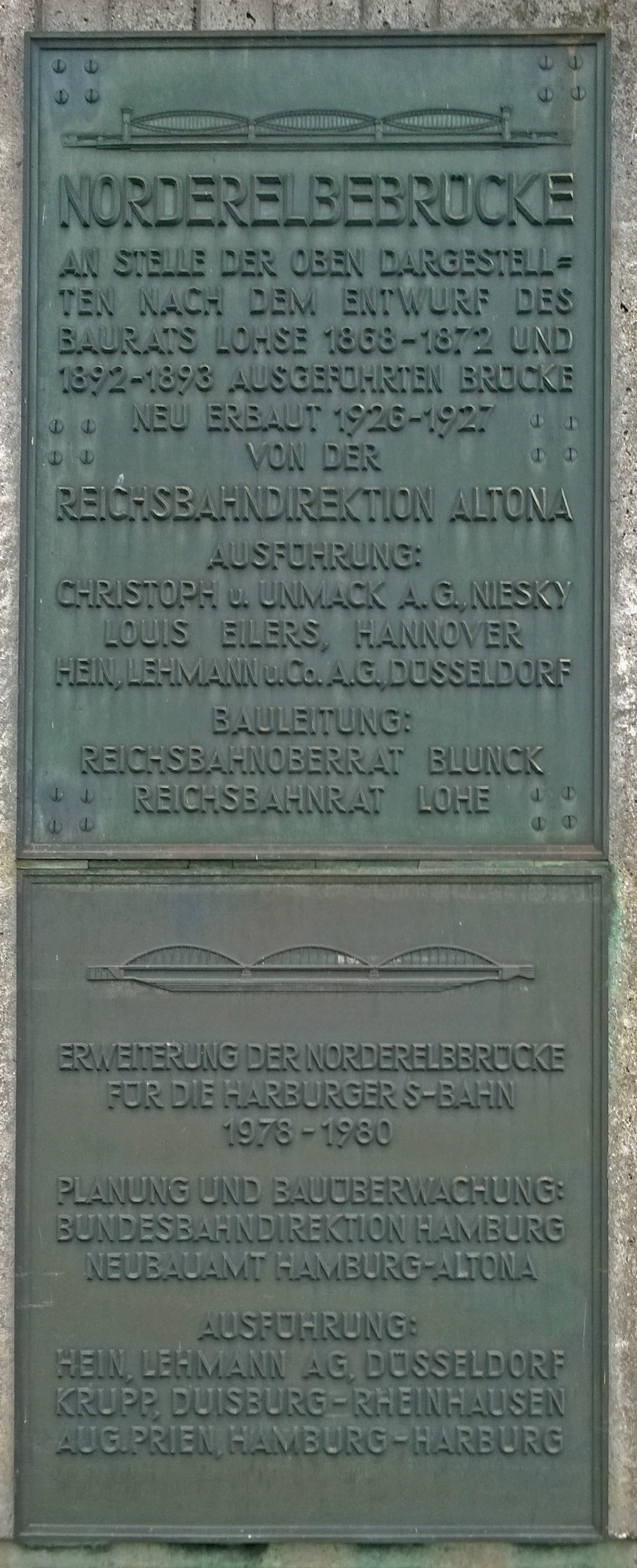
Infotafel

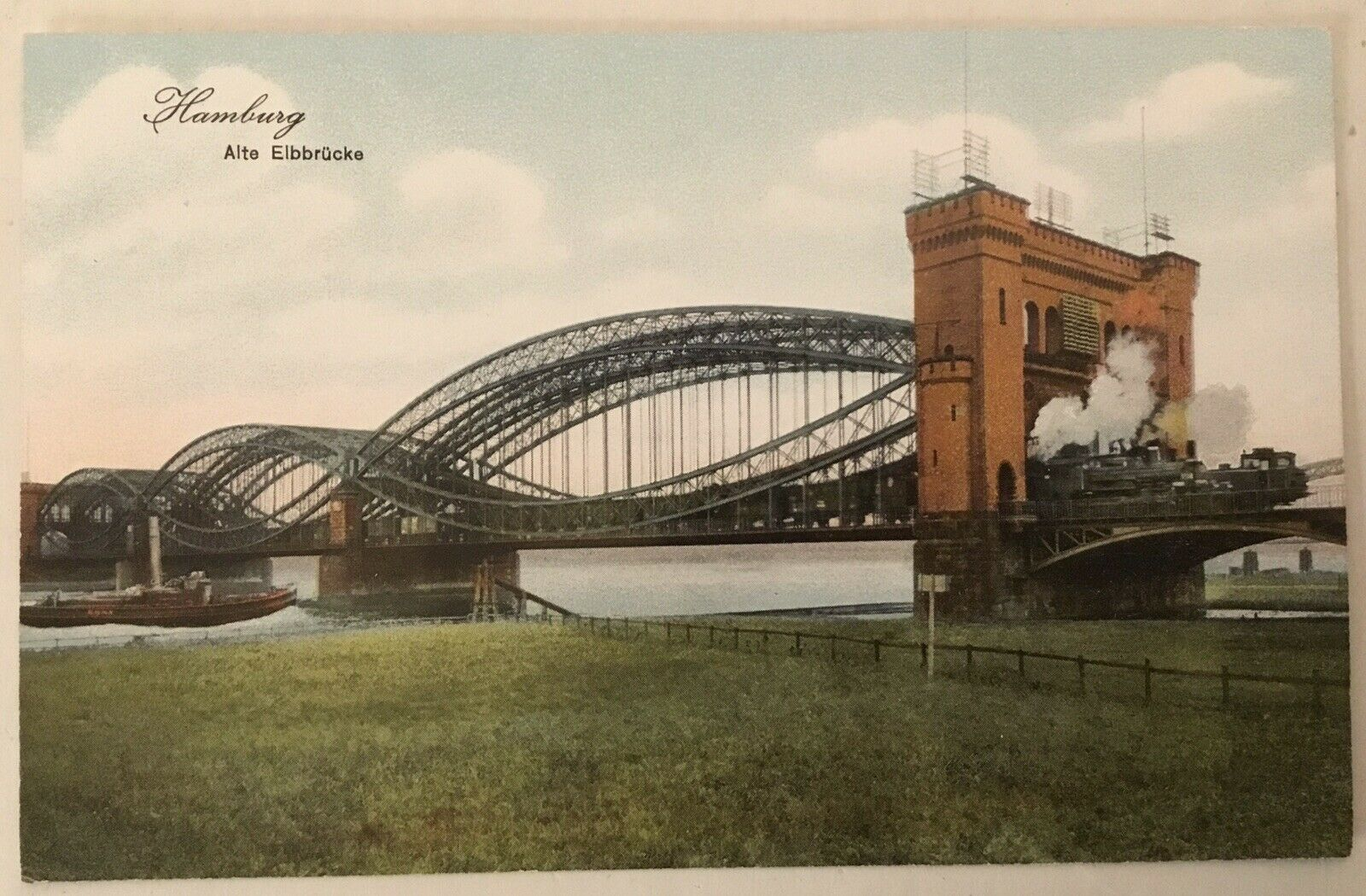
Alte (Eisenbahn-)Elbbrücke um 1900 in ihrer ursprünglichen Form

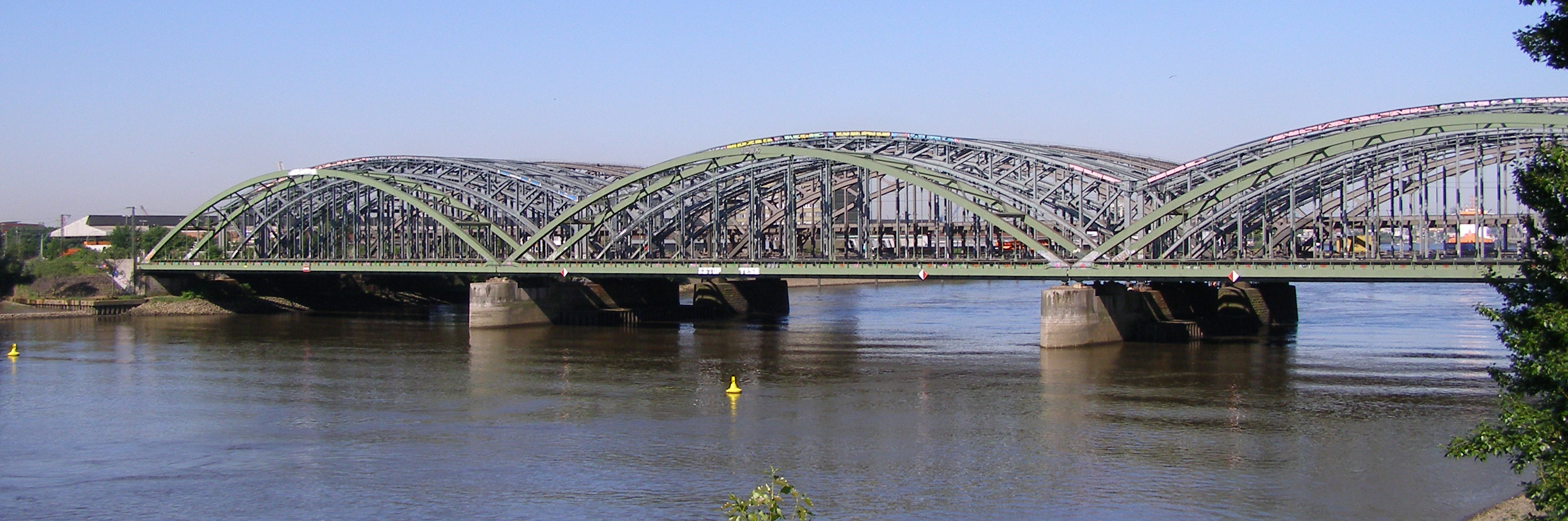
Heutige Eisenbahn-Elbbrücken aus den 1920er (grau) bzw. 1970er Jahren (grün)

Die Eisenbahnbrücke über die Norderelbe besteht aus zwei separaten Brücken: Die erste Norderelbbrücke (auch Alte Elbbrücke) wurde 1868–1872 für die Hamburg-Venloer Bahn der Köln-Mindener Eisenbahn-Gesellschaft gebaut. Die Brückenbaugesellschaft Harkort in Duisburg war mit der Errichtung der zweigleisigen Brücke beauftragt; die architektonische Gestaltung oblag Heinrich Strack. Die eisernen Überbauten wurden zwischen 1890 und 1893 von zwei auf vier Gleise erweitert und auch die Portale entsprechend verbreitert. Von 1926 bis 1927 wurden die Brückenträger durch stärkere Neubauten ersetzt. Die Gestaltung der neuen Brücke lehnte sich an die damals gerade fertiggestellte Freihafenbrücke an. Die Brücke verfügt über vier Gleise für den Fern- und Regionalverkehr.
Etwa fünf Meter neben dieser Brücke wurde zwischen 1978 und 1980 eine parallel verlaufende Brücke mit zwei Gleisen für die Harburger S-Bahn gebaut. Die beiden Brücken unterscheiden sich in Form und Farbe: So ist die Hauptbrücke grau angestrichen und die Erweiterung grün.
Die Brücke wurde zwischen Januar 2008 und Ende 2009 saniert. Die Kosten der Maßnahmen beliefen sich auf 129 Millionen Euro.
Im April 2023 hat das Eisenbahn-Bundesamt aufgrund des baulichen Zustands der Eisenbahnbrücken über die Norderelbe die Streckenklasse mit sofortiger Wirkung auf CM2 reduziert. Die zulässige Radsatzlast beträgt somit nur noch 21,0 t bei einer Meterlast von 6,4 t/m gegenüber den im europäischen Normalspurnetz auf Hauptbahnen üblichen 22,5 t und 8,0 t/m der Streckenklasse D4.
Aufgrund des Alters der Norderelbbrücken aus den 1920ern wird ein Neubau verfolgt. Im Rahmen dieses Neubaus soll eine mögliche Erweiterung der Schienenwege über die Norderelbinsel berücksichtigt werden. Aktuell laufen nördlich der Elbbrücken vier Gleise aus Richtung Hamburg Hbf und zwei Gleise der Güterstrecke Buchholz–Hamburg-Allermöhe höhengleich auf vier Gleise über die Norderelbe zusammen. Die Strecke ist als überlasteter Schienenweg eingestuft.
2021 gab die Stadt zusammen mit dem Bundesverkehrsministerium und der Deutschen Bahn eine Machbarkeitsstudie in Auftrag, die untersuchte, ob zwei zusätzliche Gleise über die Elbhalbinsel umsetzbar sind. 2022 wurde die Studie mit einem positiven Ergebnis abgeschlossen.
Im Juni 2024 wurde ein Planungswettbewerb für den Brückenneubau der beiden zweigleisigen Brücken aus den 1920er Jahren ausgeschrieben. Eine der Bestandsbrücken soll gegebenenfalls saniert und später zwischen die beiden neuen Brücken und die Freihafenelbbrücke eingebaut werden. In der Ausschreibung zum Brückenneubau ist vermerkt, dass „Die sanierte, wiedereingebaute dritte Brücke [...] gestalterisch nicht mitzuplanen, jedoch als gesetzt im Entwurf sowie im Bauablauf vorzusehen“ ist. Die Bekanntgabe des Siegers des Planungswettbewerbes ist für den Januar 2025 geplant.

In Kombination mit der bereits geplanten U4-Brücke würden die Norderelbbrücken so perspektivisch auf insgesamt zehn Gleise anwachsen.

### Freihafenelbbrücke

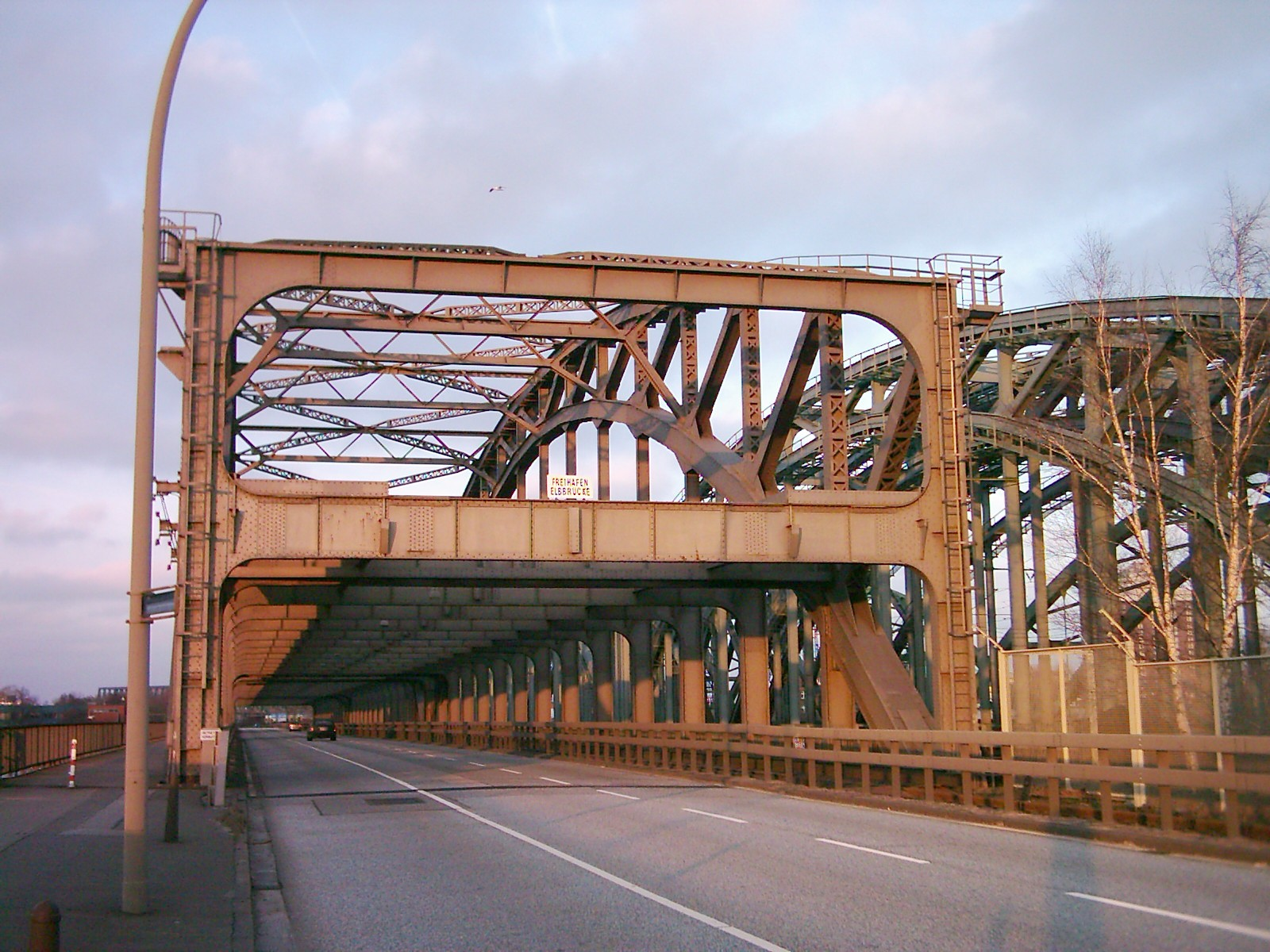
Die Freihafenelbbrücke mit der nie genutzten oberen U-Bahn-Ebene, unten rechts das Gütergleis und der (ehemalige) Freihafenzaun

Die Freihafenelbbrücke entstand, um für den damaligen Freihafen eine baulich getrennte Querung der Norderelbe zu schaffen. Die Bauarbeiten begannen 1914 und wurden kriegsbedingt 1917 eingestellt. Die Fertigstellung und Eröffnung erfolgte erst 1926. Die Brückenpfeiler wurden mit Senkkästen aus Eisenbeton hergestellt. Die 471 m lange Brücke liegt direkt westlich der Eisenbahnbrücke und besitzt östlich neben drei Fahrspuren auch eine Trasse für ein Gleis, dieses wurde lange Zeit als separates Eisenbahngleis für die Hamburger Hafenbahn genutzt, allerdings 2015 an der Nordseite gekappt und war nicht mehr befahrbar. Der letzte Zug fuhr hier bereits am 5. Juli 2012. Im Jahr 2021 wurde schließlich das Gleis auf der Brücke entfernt und auf ein Stumpfgleis, welches nun südlich der Brücke endet, verkürzt.
Die Brücke wurde zweigeschossig konzipiert, um eine geplante U-Bahn-Strecke durch das Freihafengebiet nach Steinwerder aufnehmen zu können, die jedoch nicht realisiert wurde. Stattdessen ist geplant, bei einer Verlängerung der U-Bahn-Linie U4 über die Norderelbe nach Süden eine weitere parallele Brücke direkt westlich neben der Freihafenelbbrücke zu bauen. Am Nordufer würde diese neue Brücke direkt in die jetzige Endhaltestelle Elbbrücken münden.
Die Hamburg Port Authority (HPA) teilte im November 2018 mit, dass das Ende des planmäßigen Nutzungszeitraums der Freihafenelbbrücke in absehbarer Zeit erreicht wird. Die HPA untersucht deswegen derzeit zwei Varianten: Teilerneuerung unter Erhalt der genieteten Bögen oder der komplette Abriss und Neubau. Im Februar 2021 wurde veröffentlicht, dass die Freihafenelbbrücke für rund 160 Mio. Euro saniert werden soll. Bei der drei Jahre dauernden Sanierung soll der mittlere Überbau vollständig erneuert werden. Das Erscheinungsbild der unter Denkmalschutz gestellten Brücke soll dabei erhalten werden.

## Harburger (Süder-)Elbbrücken

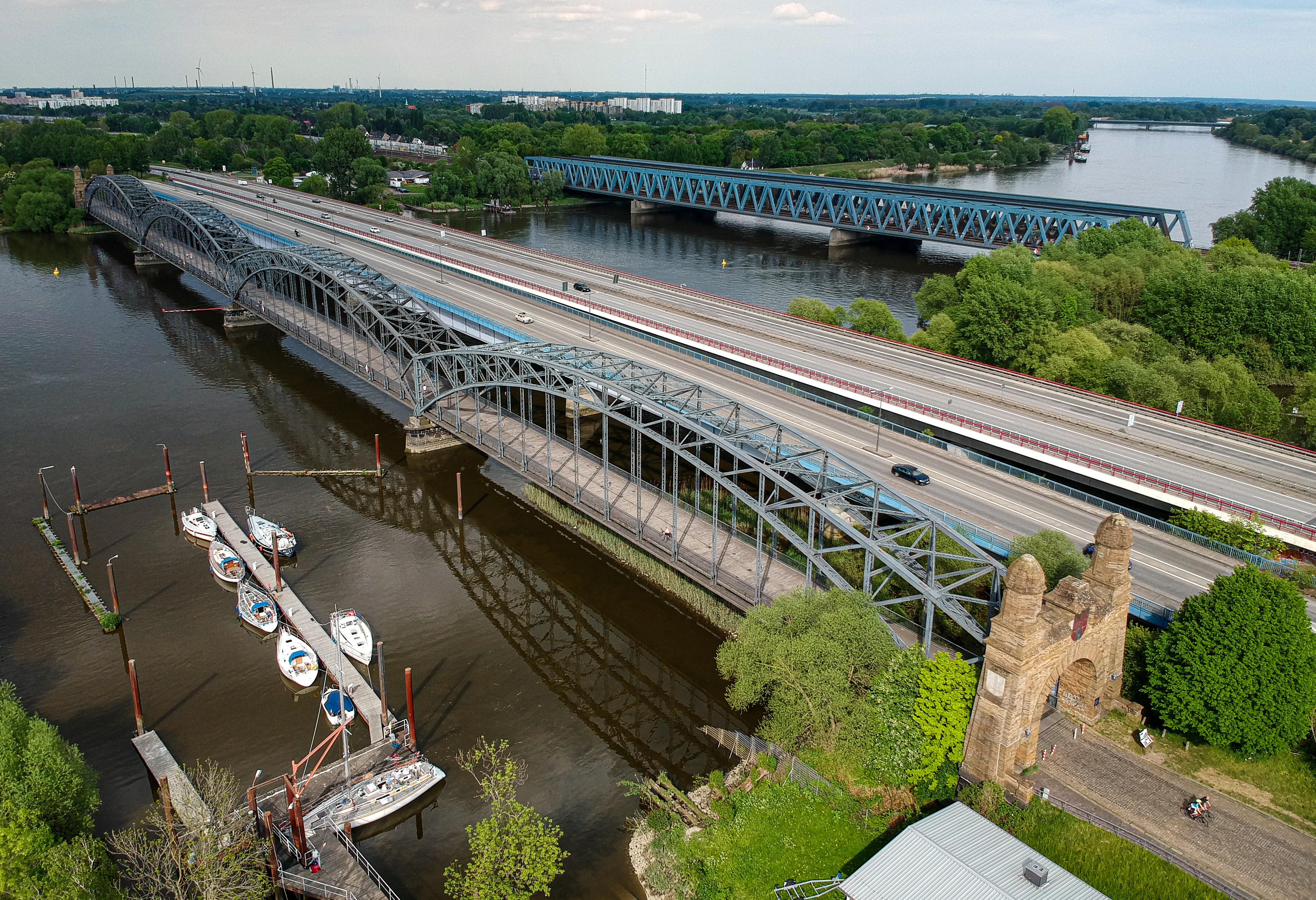
Die vier Harburger Süderelbbrücken: im Vordergrund die Alte Harburger Elbbrücke, dahinter die Brücke des 17. Juni, die Europabrücke und die Eisenbahnbrücke. Ganz im Hintergrund: die Autobahnbrücke der A 1.

Zwischen Harburg und Wilhelmsburg überqueren vier unmittelbar nebeneinander liegende Brücken die Süderelbe:

### Eisenbahnbrücke
Eine Eisenbahnbrücke überspannt seit 1872 die Süderelbe. Die erste vierfeldrige Bogenbrücke war zweigleisig. Sie bestand aus Linsenträgern nach dem System Lohse mit 102 Meter Stützweite je Öffnung. Wie ihr Gegenstück an der Norderelbe wurden auch diese Brücke im Zuge der Hamburg-Venloer Bahn vom Duisburger Brückenbauunternehmen Harkort errichtet. 1910 bis 1912 ließ die Eisenbahndirektion eine weitere zweigleisige Eisenbahnbrücke neben der bestehenden errichten. Sie war als Bogenfachwerkträger mit Hängegurt ähnlich der Brücke von 1872 gestaltet. 1915 bis 1921 wurde die Brücke von 1872 durch einen Neubau ersetzt. 1973 bis 1978 wurden die alten Brücken abgerissen und durch je zweigleisige, 340 Meter lange, dreifeldrige stählerne Durchlaufträger der Dillinger Stahlbau GmbH ersetzt. Die Stützweiten betragen 107, 126 und 107 Meter. Die Überbauten bestehen aus pfostenlosen Fachwerkmittelträgern mit parallelen Gurten. Der Untergurt ist als beidseitig auskragender Hohlkasten ausgebildet. Diese Konstruktionsform wurde erstmals bei einer Eisenbahnbrücke angewendet. Auf der östlichen Seite folgte bis 1980 eine in gleicher Weise ausgeführte zweigleisige Brücke, die die S-Bahn-Strecke nach Harburg überführt. Auf der westlichen Seite wurde schließlich in den 1990er Jahren eine vierte Brücke für zwei Güterverkehrsgleise mit Schotterbett, diesmal mit außen angeordneten Fachwerkhauptträgern, gebaut.
Aufgrund des schlechten Zustands der Brücken, der auf konstruktive Mängel bereits bei der Herstellung im Jahr 1978 zurückzuführen ist, sollen die Brücken abgerissen und neugebaut werden. Zudem sollten bis 2022 Sanierungsarbeiten erfolgen mit dem Ziel, Geschwindigkeiten von maximal 60 km/h auf den Fernbahnbrücken und 80 km/h auf der S-Bahn-Brücke zu ermöglichen.
Die Vorplanung für den Neubau wurde Mitte 2022 abgeschlossen. Die Bauarbeiten sollen 2028 beginnen und 2036 abgeschlossen sein. Hierzu sollen neben den bestehenden Brücken zunächst vier neue Brücken als Umfahrung errichtet werden, sodass während der Bauarbeiten für die überwiegende Zeit weiterhin acht Gleise zur Verfügung stehen.

### Alte Harburger Elbbrücke

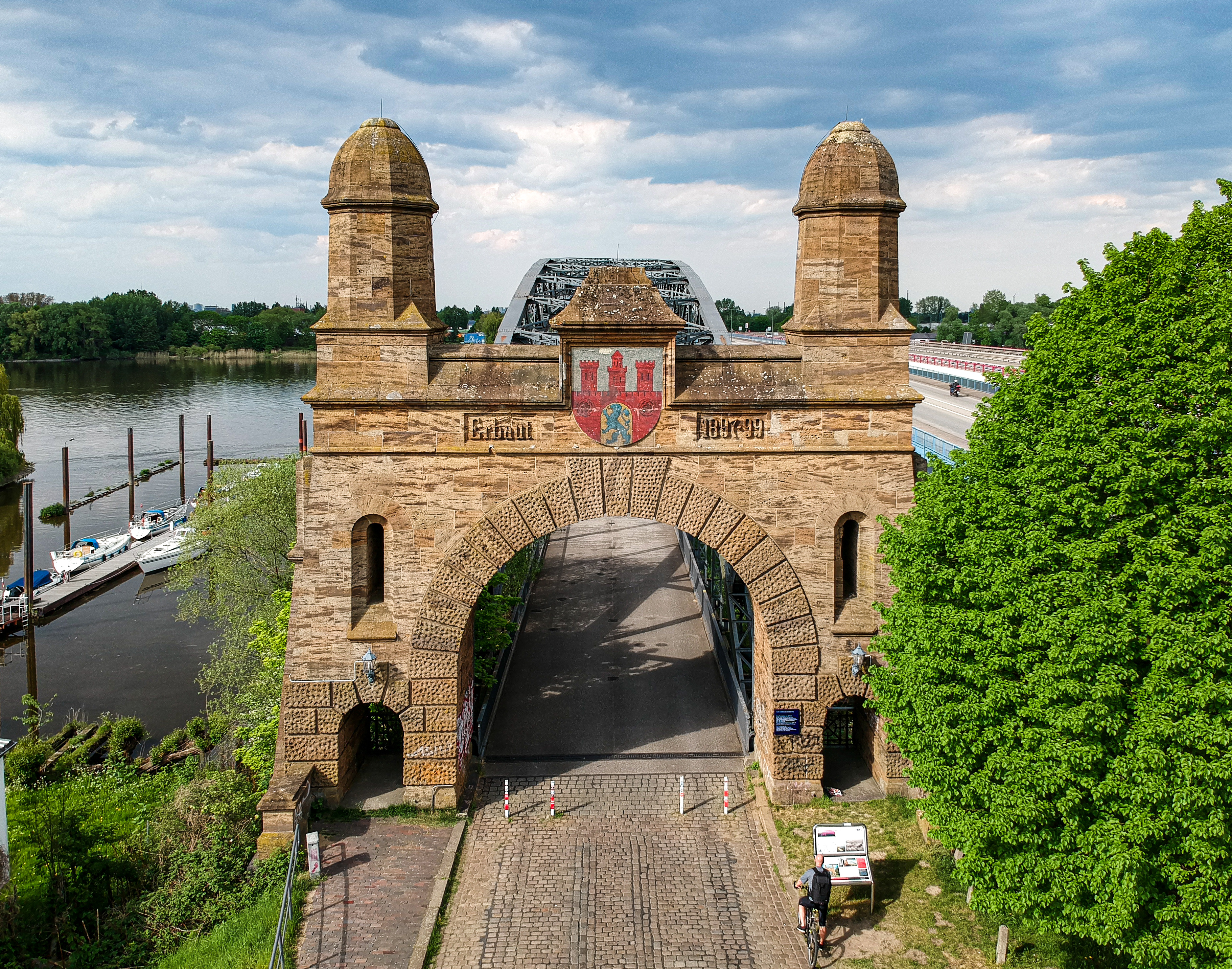
Harburger Portal der Alten Harburger Elbbrücke

Die Alte Harburger Elbbrücke wurde am 30. September 1899 eröffnet. Die damals für Straßenfahrzeuge gebaute 474 m lange Stahlbogenbrücke war die erste Straßenbrücke über die Süderelbe und dient heute nur Fußgängern und Radfahrern. Die aus Sandstein errichteten Portale sind von Hubert Stier entworfen und sollen mit den Wilhelmsburger und Harburger Wappen an Stadttore erinnern. Sie waren früher mit dem Reichsadler verziert.
Im April 1897 wurde die MAN mit dem Bau der Brücke beauftragt, die auf einen entsprechenden Vertrag zwischen der Provinz Hannover und Hamburg zurückzuführen ist. Die Leitung für den Bau der alten Harburger Elbbrücke hatte der Strombaudirektor Georg Narten. Bis Anfang der 1970er Jahre diente sie auch der Straßenbahn zwischen Hamburg und Harburg, die ehemalige Lage der Schienen lässt sich bis heute durch die Anordnung des Pflasters in der südlichen Zuführungsstraße erahnen. Zwischen 1980 und 1995 wurde die Brücke grundlegend restauriert, dabei entfiel der seitlich auskragende Fußweg.

### Brücke des 17. Juni
Die Brücke des 17. Juni wurde 1937 als Neue Harburger Elbbrücke eröffnet und 1964 in Erinnerung an den Aufstand vom 17. Juni 1953 umbenannt. Sie ist eine 472 Meter lange Verbundbrücke aus Stahlträgern mit aufbetonierter Fahrbahnplatte für die Hannoversche Straße.

### Europabrücke
Die Europabrücke wurde 1983 für die damalige Autobahn A 253 erbaut. Heute führt über die 471 Meter lange Spannbeton-Balkenbrücke die Bundesstraße 75.

## Weitere Brücken über die Elb-Hauptarme

### Autobahnbrücken

#### Norderelbbrücke

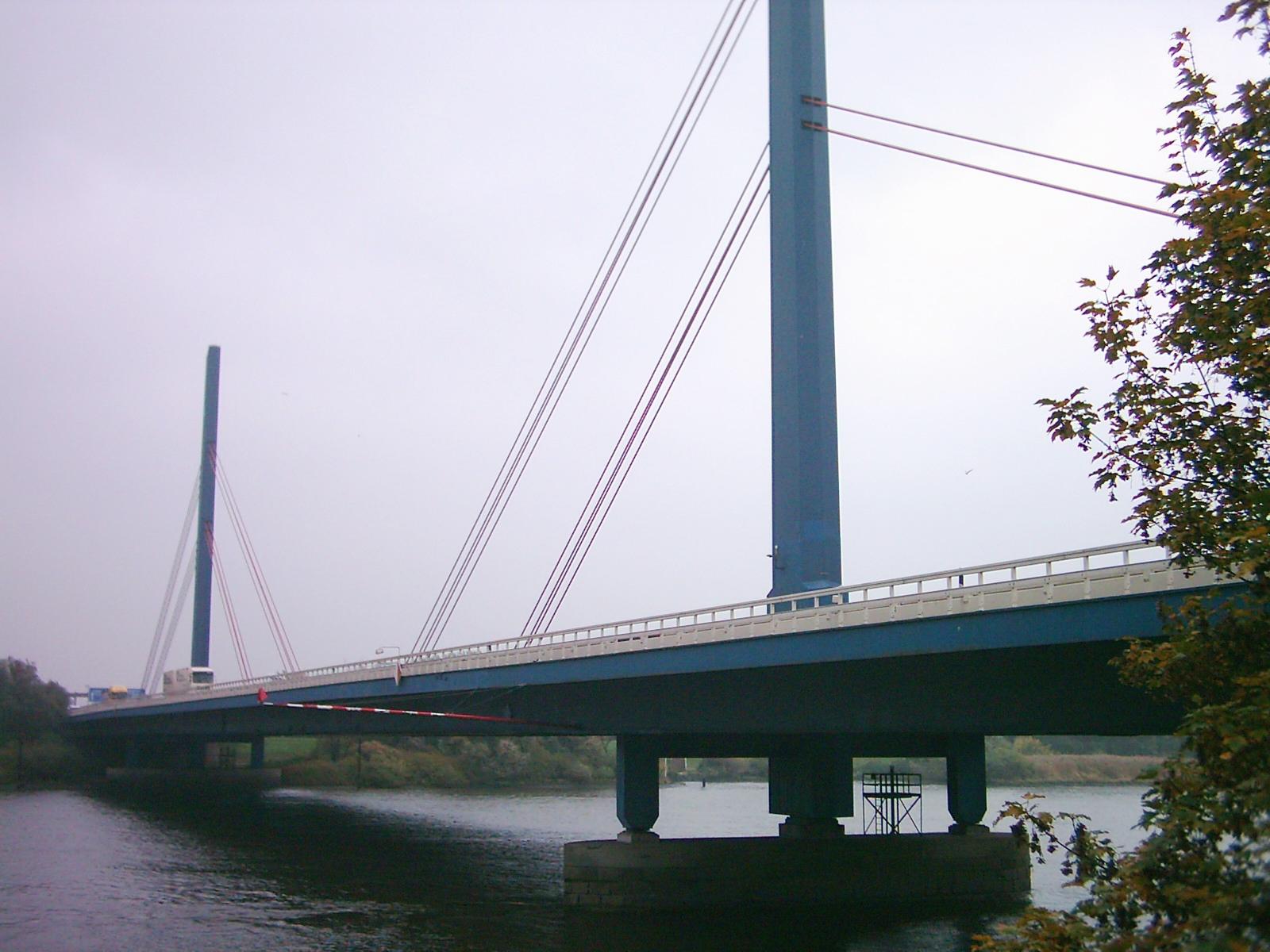
Die Moorfleetbrücke

Bei Moorfleet wird die Norderelbe im Zuge der östlichen Umgehung von der Autobahn A 1 auf einer Schrägseilbrücke überquert. Die 1962 eröffnete Brücke gehört nach der 1957 fertiggestellten Theodor-Heuss-Brücke über den Rhein in Düsseldorf zu den ersten großen Schrägseilbrücken. Sie ist 411 m lang. Zwischen den beiden Mittelpylonen hat sie eine Spannweite von 172 m. Das stählerne Brückendeck ist 30,74 m breit und nur 3 m hoch. Von beiden Seiten jedes Pylons sind zwei parallel angeordnete (harfenförmige) Seilgruppen schräg zum Brückendeck gespannt. Jede Seilgruppe besteht ihrerseits aus zwei dicht übereinander angeordneten Doppelseilen, insgesamt also aus vier einzelnen Seilen. Die beiden Pylone ragen aus architektonischen Gründen mehrere Meter über die oberste Seilverankerung hinaus.
Im Rahmen des Ausbaus der A 1 wurde 2018 ein Ersatzbauwerk geplant. Während eines öffentlich ausgeschriebenen Realisierungswettbewerbs setzte sich die Planungsgemeinschaft aus dem Ingenieurbüro Leonhardt, Andrä und Partner und dem Architekturbüro Gerkan, Marg und Partner mit ihrem Entwurf zur neuen Norderelbbrücke durch. Ein Planfeststellungsverfahren war für 2021 vorgesehen. Vorbereitende Arbeiten zur Erkundung des Baugrundes begannen im Mai 2022, der eigentliche Abriss und Neubau ist ab 2025 geplant.

#### Süderelbbrücke
Zwischen den Anschlussstellen Stillhorn und Harburg überquert die Autobahn A 1 die Süderelbe mit einer 970 Meter langen Brücke. Im Zuge der Ausbauarbeiten auf der A 1 wird die Autobahnbrücke Moorwerder ebenfalls ersetzt. Das neue Bauwerk wird den achtstreifigen Ausbau der A1 berücksichtigen. Der Entwurf zur neuen Moorwerderbrücke stammt von der internationalen Ingenieurgemeinschaft sbp – WTM – D+W (schlaich bergermann und partner, WTM Engineers GmbH, DISSING+WEITLING architecture).

### Kattwykbrücken

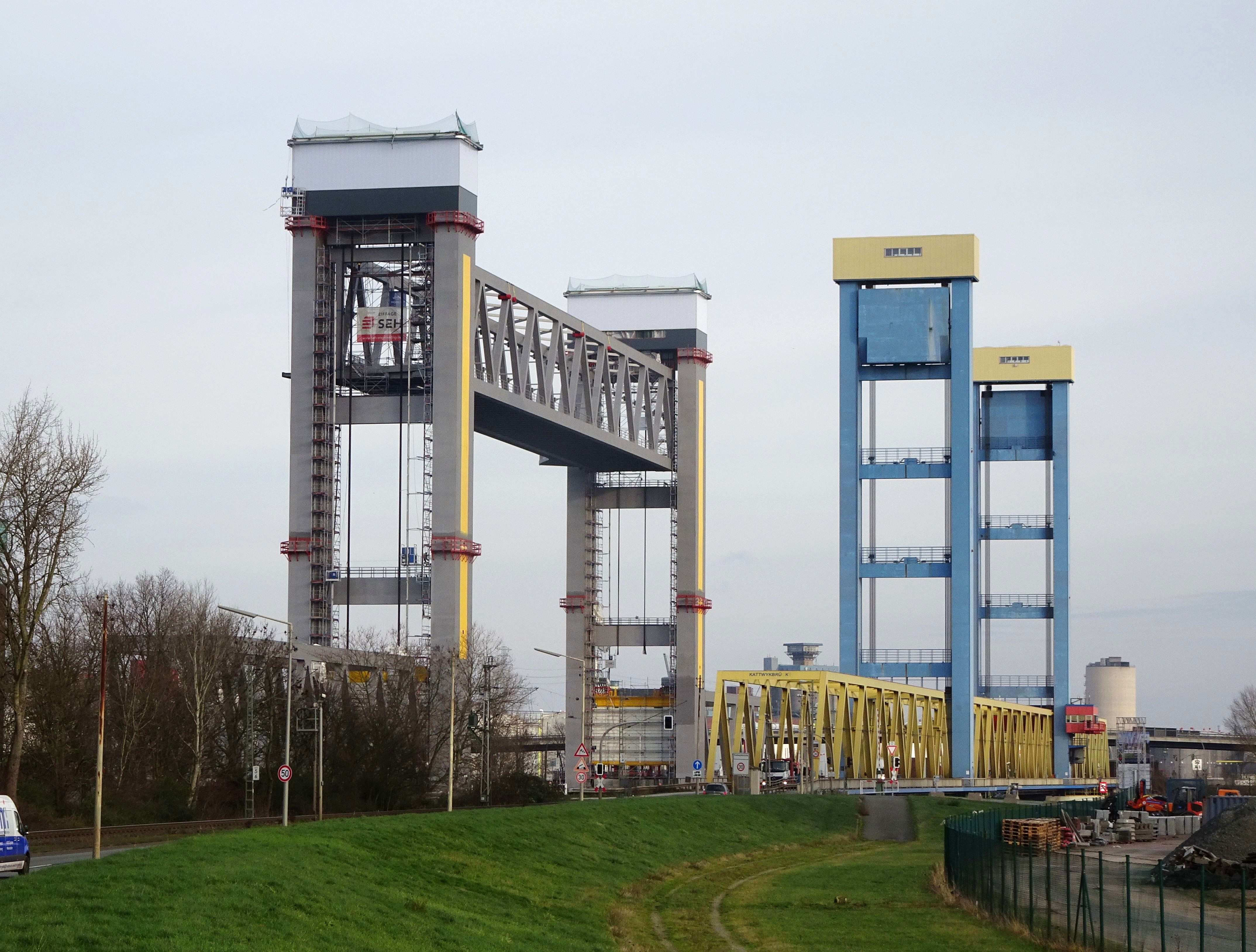
Neue (links) und alte Kattwykbrücke im Januar 2020

Die Kattwyk-Brücken über der Süderelbe sind zwei Hubbrücken, je eine für den Eisenbahn- und für den Straßenverkehr. Sie verbinden Moorburg mit der Elbinsel Wilhelmsburg und ermöglichen Seeschiffen die Zufahrt zum Harburger Hafen. Die Einweihung der alten Brücke erfolgte am 21. März 1973, die neue Bahnbrücke wurde im Dezember 2020 eröffnet. Bei der neuen Bahnbrücke handelt es sich um die größte Hubbrücke Deutschlands.

### Köhlbrandbrücke

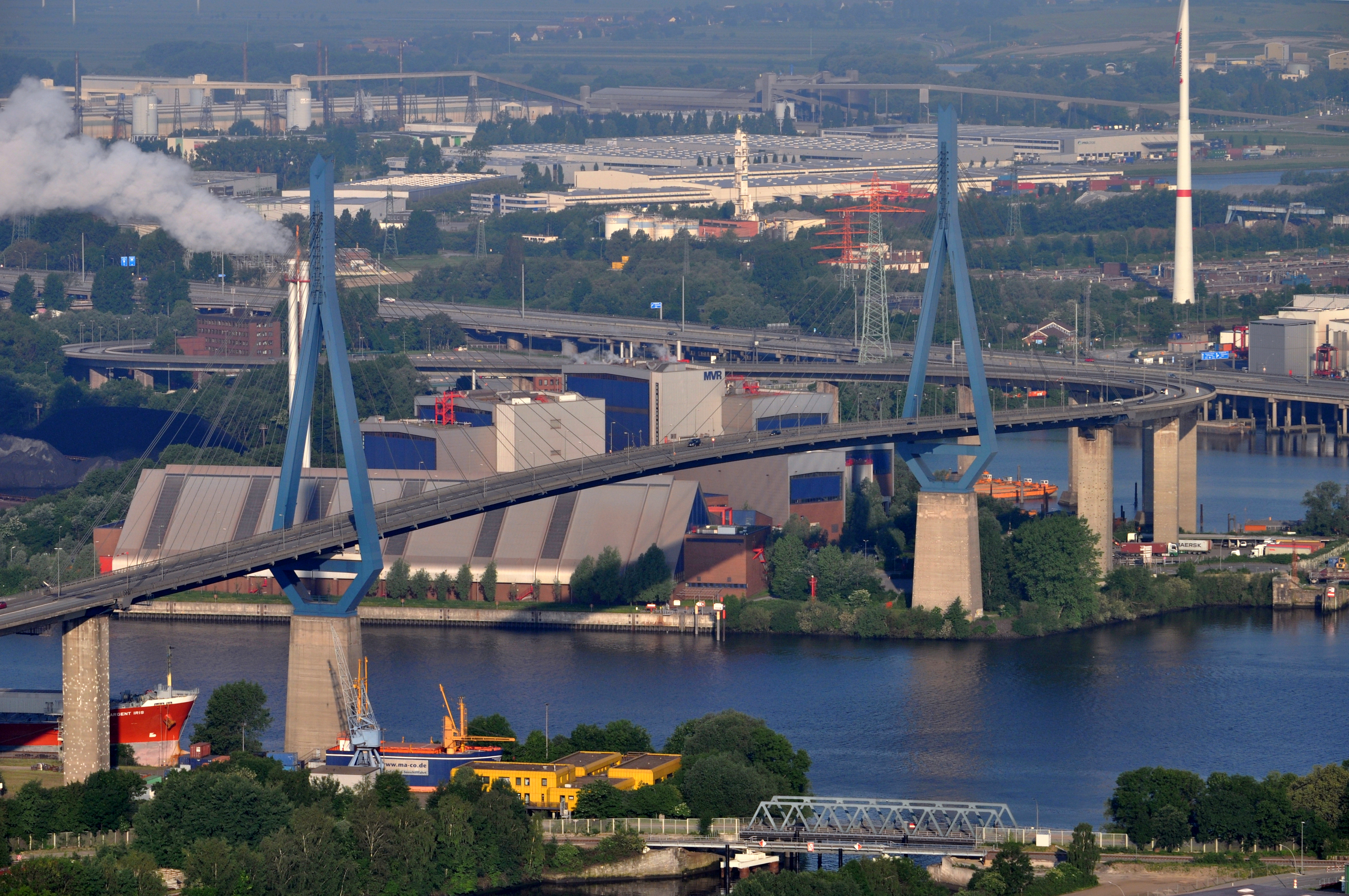
Köhlbrandbrücke

Die 1974 eröffnete Köhlbrandbrücke zwischen Waltershof und Neuhof überspannt den Köhlbrand, die einzige für Seeschiffe geeignete Wasserstraße von der Unterelbe zur Süderelbe, und ist aufgrund ihrer markanten Bauweise zu einem Wahrzeichen des modernen Hamburg geworden.